# Matt Snell
Matt Snell é um ex-jogador profissional de futebol americano estadunidense.

## Carreira
Matt Snell foi campeão do Super Bowl III jogando pelo New York Jets.